# Big Bell
Big Bell is een spookdorp in de regio Mid West in West-Australië. Het ligt 680 kilometer ten noordnoordoosten van Perth, 400 kilometer ten noordoostoosten van Geraldton en 30 kilometer ten zuidwesten van Cue. Het dorp werd in 1936 aan de Big Bell-goudmijn gesticht.

## Geschiedenis
Harry Paton vond goud in de streek in 1904. Er werd een goudmijn gevestigd die door de jaren heen verscheidene keren van eigenaar wisselde. In 1935 besliste de Premier Gold Mining Company om de goudmijn verder te ontwikkelen. De overheid bouwde het jaar erop een spoorweg tussen Cue en Big Bell. Vanaf 1937 tot 1955 werd er 40.000 ton erts per maand verwerkt. Enkel tijdens de Tweede Wereldoorlog werd de mijn een paar jaar gesloten. In totaal werd er 5,6 miljoen erts gedolven waaruit 730.000 ons goud werd gepuurd.
In 1936 werd een mijndorp gesticht om er de mijnwerkers onder te brengen. Het dorp werd naar de mijn vernoemd. Het is niet bekend waarom de mijn Big Bell genoemd werd. In april werden er 36 kavels verkocht en in juni nog eens 70. Big Bell had ongeveer 850 inwoners, een aantal winkels, een postkantoor en een nabijgelegen hospitaal. Er waren sportclubs en kerkgemeenschappen.
In 1954 werd de mijn gesloten en in 1955 verkocht. Het dorp liep leeg.
De goudmijn heropende in de jaren 1980 en werd in 2001 door het bedrijf Harmony Gold overgenomen. Harmony Gold sloot de mijn in 2003 omdat ze niet rendabel bleek.

## Galerij

Big Bell
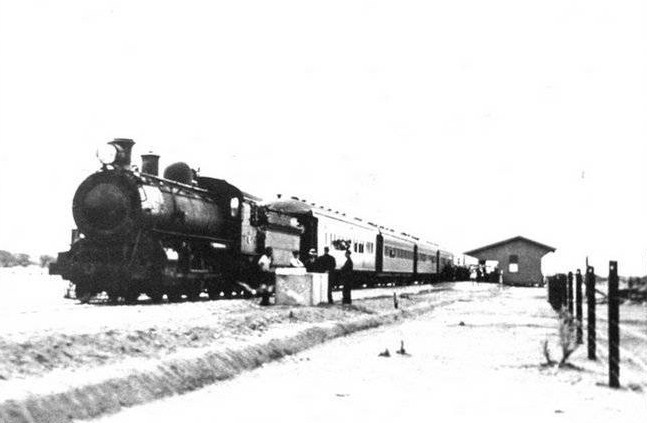
stoomtrein in Big Bell in 1937
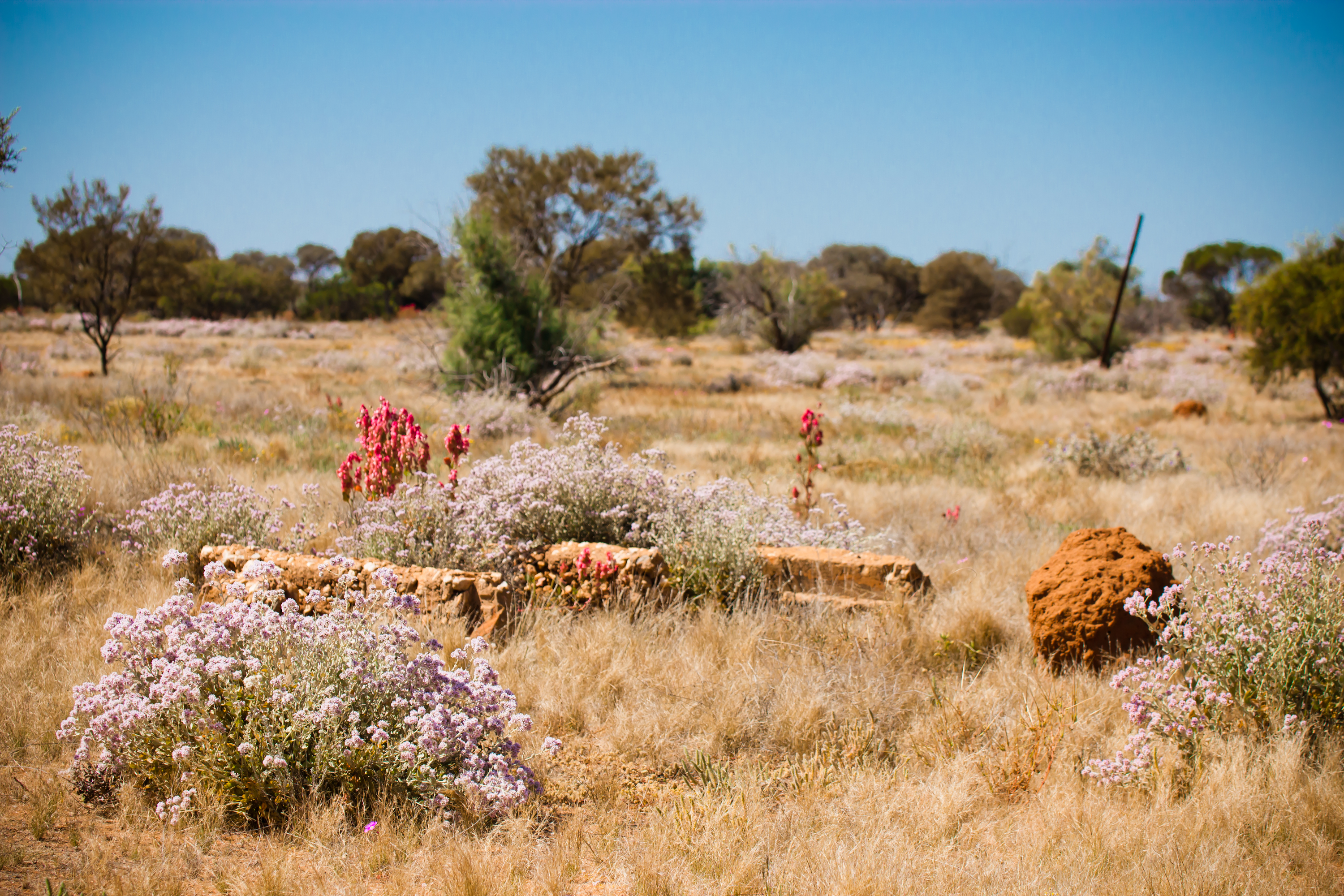
ruïnes en wilde bloemen
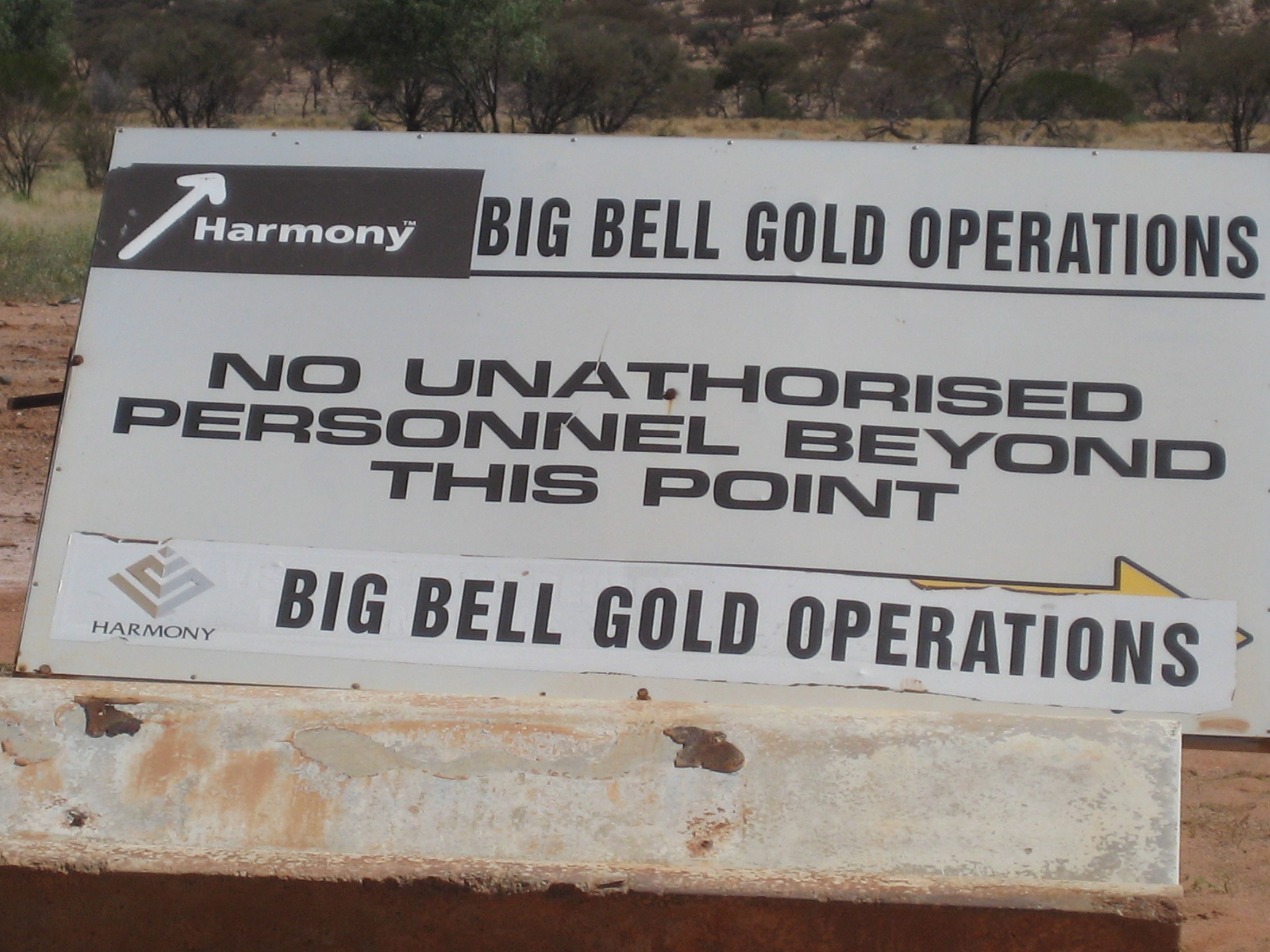
ingang van de gesloten mijn
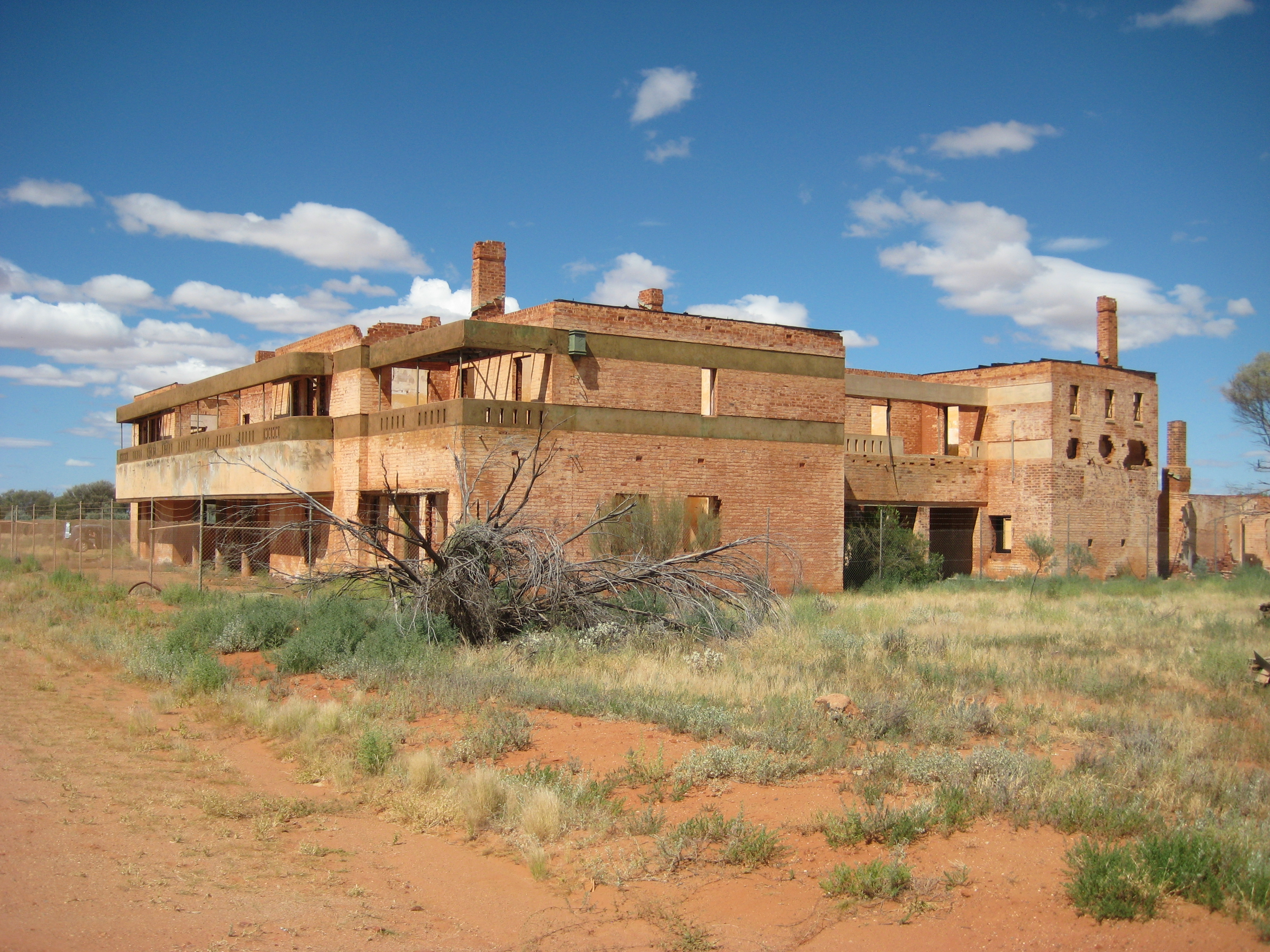
Big Bell Hotel